# Bistum Cajamarca
Das Bistum Cajamarca (lat.: Dioecesis Caiamarcensis) ist ein im Norden Perus gelegenes römisch-katholisches Bistum mit Sitz in Cajamarca. 

## Geschichte
Das Bistum Cajamarca wurde am 5. April 1908 aus Gebietsabtretungen der Bistümer Trujillo und Chachapoyas errichtet. Das Bistum gab in seiner Geschichte mehrmals Teile seines Territoriums zur Gründung neuer Bistümer ab. Das Bistum Cajamarca ist dem Erzbistum Trujillo als Suffraganbistum unterstellt. 
Seit Juni 2019 nahm Bischof José Carmelo Martínez Lázaro OAR ein Sabbatjahr in seiner spanischen Heimat. Papst Franziskus ernannte Bischof Fortunato Pablo Urcey OAR von Chota zum Apostolischen Administrator sede plena. Am 21. Juli 2019 wurde Bischof Fortunato Pablo Urcey von Nuntius Nicolas Girasoli in sein Amt als Apostolischer Administrator des Bistums Cajamarca eingeführt. Mit dem Rücktritt von Martínez Lázaro und der Amtseinführung des Nachfolgers im Dezember 2021 endete die Administratur.

## Bischöfe von Cajamarca
- Francesco di Paolo Grozo, 21. März 1910–1928
- Antonio Rafael Villanueva OFM, 5. November 1928–2. August 1933
- Giovanni Giuseppe Guillén y Salazar CM, 21. Dezember 1933–16. September 1937
- Teodosio Moreno Quintana, 15. Dezember 1940–27. Juni 1947, dann Bischof von Huánuco
- Pablo Ramírez Taboado SS.CC., 5. September 1947–28. Januar 1960, dann Bischof von Huacho
- Nemesio Rivera Meza, 28. Januar 1960–8. Juli 1961
- José Dammert Bellido, 19. März 1962–1. Dezember 1992
- Ángel Francisco Simón Piorno, 18. März 1995–4. Februar 2004, dann Bischof von Chimbote
- José Carmelo Martínez Lázaro OAR, 12. Oktober 2004–23. Oktober 2021
- Isaac Circuncisión Martínez Chuquizana MSA, seit 23. Oktober 2021